# Hawai River
Der Hawai River ist ein Fluss in der Region Bay of Plenty auf der Nordinsel von Neuseeland.

## Geographie
Der Hawai River entsteht durch den Zusammenfluss des Pukuranui Stream mit zwei anderen Gebirgsbächen in den Raukumara Range. Von dort fließt der Fluss nach einer kurzen rund 2 km nördlichen Ausrichtung in Richtung Westnordwest und mündet nach rund 12,3 km und rund 200 m nordöstlich der kleinen Siedlung Hawai in der Bucht der Bay of Plenty.
Im Mündungsgebiet des Hawai River wird der Fluss vom New Zealand State Highway 35 überquert, der von Westen von Opotiki kommend bis über die nordöstliche Spitze der Nordinsel führt und schließlich in Gisborne an der Ostküste sein Ende findet.

## Natur
Der Fluss durchquert eine dicht bewaldete Berglandschaft mit nahezu unberührter Natur, lediglich die letzten rund 3 km des Flussbettes bis zum Mündungsgebiet sind breit genug, weisen Sandbänke auf und sind somit zugänglich. Der Fluss verfügt über gute Fischgründe.